# 남부대로 (오산 평택)
남부대로(Nambu-daero)는 경기도 오산시 초평동 벌음삼거리에서 평택시 진위면 봉명교 를 잇는 9.33km의 도로이다.

## 주요 경유지
- 오산시 (초평동 . 대원동) - 평택시 (진위면)

## 노선
| 이름            | 접속 노선                        | 소재지 | 소재지                | 비고                                    |
| --------------- | -------------------------------- | ------ | --------------------- | --------------------------------------- |
| 벌음삼거리      | 국가지원지방도 제82호선 (발안로) | 오산시 | 초평동                | 지방도 제314호선,오산시도 제16호선 구간 |
| 가장 교차로     | 서부로                           | 오산시 | 초평동                | 지방도 제314호선,오산시도 제16호선 구간 |
| (이름없음)      | 초평중앙로 두곡로                | 오산시 | 초평동                | 오산시도 제16호선 구간                  |
| 두곡교          |                                  | 오산시 | 초평동                | 오산시도 제16호선 구간                  |
| 탑동대교        |                                  | 오산시 | 초평동                | 오산시도 제16호선 구간                  |
| 갈곶육교        |                                  | 오산시 | 초평동                | 오산시도 제16호선 구간                  |
|                 | 대원동                           | 오산시 |                       | 오산시도 제16호선 구간                  |
| (이름없음)      | 오산로                           | 오산시 |                       | 오산시도 제16호선 구간                  |
| 한전사거리      | 국도 제1호선 (경기대로)          | 오산시 |                       | 오산시도 제16호선 구간                  |
| (이름없음)      | 동부대로                         | 오산시 |                       | 오산시도 제16호선 구간                  |
| (이름없음)      | 말머리로                         | 오산시 | 지방도 제310호선 구간 |                                         |
| 무봉산 교차로   |                                  | 평택시 | 지방도 제310호선 구간 | 진위면                                  |
| 동천 교차로     | 진위로                           | 평택시 | 지방도 제310호선 구간 | 진위면                                  |
| 지나지고개      |                                  | 평택시 | 지방도 제310호선 구간 | 진위면                                  |
| 진위육교        |                                  | 평택시 | 지방도 제310호선 구간 | 진위면                                  |
| 봉명교          |                                  | 평택시 | 지방도 제310호선 구간 | 진위면                                  |
| 천덕산로와 직결 |                                  |        |                       |                                         |

## 주요 건물및 시설
- HD현대오일뱅크 까막셀프주유소 (남부대로 40/두곡동 산11-3)
- 현대자동차 블루핸즈 원동점 (남부대로 323/원동 446-3)
- IBK기업은행 오산남지점 (남부대로 327/원동 447-5)
- 한국전력공사 오산지사 (남부대로 334/원동 806)
- 아성다이소 오산원동점 (남부대로 335/원동 507-5)
- CU 오산원동사거리점 (남부대로 339/원동 507-2)
- HD현대오일뱅크 다원에너지 영일주유소 (남부대로 354/원동 513)
- CU 현대오산셀프점 (남부대로 354/원동 513)
- 파리바게뜨 오산고현점 (남부대로 418/고현동 22-10)
- 오산고현초등학교 (남부대로 459/고현동 92)
- CU 오산디지털파크점 (남부대로 491/고현동 140)
- 현대오일뱅크 대복제2주유소 (남부대로 511/고현동 188-4)
- 기아자동차 오토큐 고현점 (남부대로 513/고현동 188)
- SK에너지 와이에이치 에너지주유소 (남부대로 538/고현리 21-4)
- 메르세데스벤츠 트럭 오산서비스센터 (남부대로 552/청호리 11)
- HD현대오일뱅크 스파이더맨주유소 (남부대로 597/동천리 600-1)
- GS칼텍스 중도가스충전소 오산영업소 (남부대로 607/동천리 606-3)
- GS칼텍스 중도석유주유소 오산영업소 (남부대로 613/동천리 606-129)